# Byk kreteński

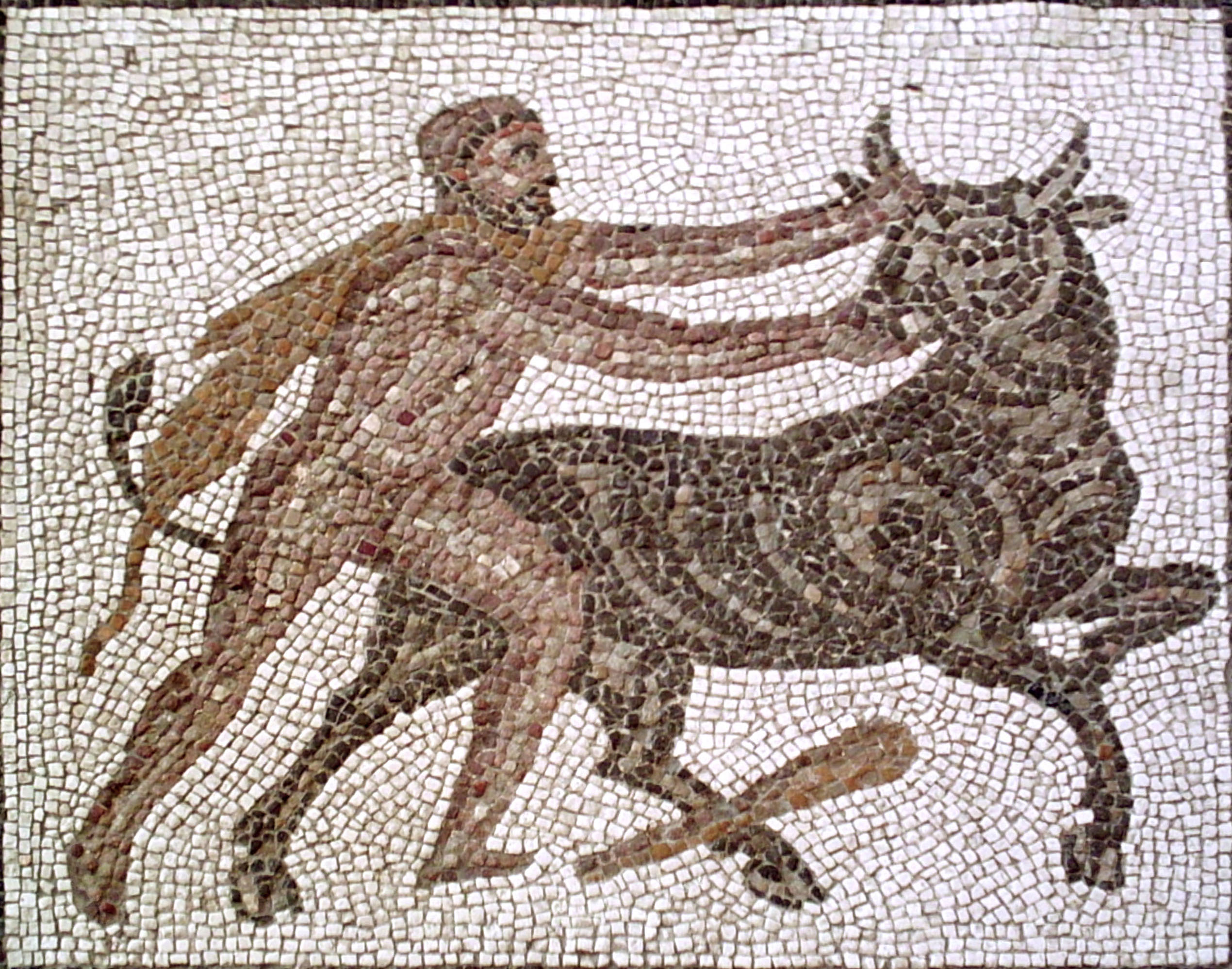
Mozaika przedstawiająca walkę Herkulesa z bykiem kreteńskim

Byk kreteński (gr. Ταύρος τῆς Κρήτης Taúros tē̂s Krḗtēs, łac. Taurus Cretaeus) – w mitologii greckiej występuje dwukrotnie:
- jako byk, pod postacią którego kryje się Zeus porywający z Tyru Europę.
- jako piękne zwierzę, wyłaniające się z morza u brzegów Krety.

Miał zostać złożony w ofierze Posejdonowi przez Minosa, ten jednak – ulegając piękności byka – zamienił go na inne zwierzę. W zemście Posejdon zesłał na byka szaleństwo, w wyniku czego pustoszył Kretę, tratował pola i sady, paląc wszystko buchającym z nozdrzy ogniem.
Miał też z królową Pazyfae spłodzić Minotaura.
Eurysteusz, jako siódmą pracę, nakazał Heraklesowi pojmać żywcem byka i dostarczyć go do Myken. Po długiej i męczącej walce udało się Heraklesowi ujarzmić zwierzę. Eurysteusz miał wypuścić byka na wolność. Byk grasował najpierw w okolicach Sparty, a potem w pobliżu Maratonu (dlatego zwany był również Bykiem Maratońskim), gdzie zabił go heros Tezeusz.